# Marsangy
Marsangy là một xã của Pháptọa lạc ở tỉnh Yonne trong vùng Bourgogne-Franche-Comté. Dân của xứ này trong tiếng Pháp gọi là Maximiacusiens.
Marsangy nằm cách Paris 120 km và cách Sens, Yonne 12 km. Xã này có 3 làng: Chaumes, Roussemeau và les Roches. Độ cao tối đa là 185 m. Sông Yonne chảy qua phía đông của xã.

## Hành chính
| Giai đoạn                   | Tên                | Đảng | Tư cách |
| --------------------------- | ------------------ | ---- | ------- |
| 1995-                       | Jean-Claude Faynot |      |         |
| 1989-1995                   | Raymond Marin      |      |         |
| 1965-1989                   | Pierre Girault     |      |         |
| 1956-1965                   | Camille Guinot     |      |         |
| 1947-1956                   | Paul Potherat      |      |         |
| Số liệu trước đây không rõ. |                    |      |         |

## Thông tin nhân khẩu
| 1954                                                 | 1962 | 1968 | 1975 | 1982 | 1990 | 1999 |
| ---------------------------------------------------- | ---- | ---- | ---- | ---- | ---- | ---- |
| 366                                                  | 303  | 345  | 372  | 384  | 538  | 692  |
| Số liệu lấy từ năm 1968: Dân số không tính hai trùng |      |      |      |      |      |      |

| Bản mẫu:Graphe démographique de Marsangy |